# Vladimir Todres
Vladimir Zaharovici Todres, (1897-1959) având pseudonimul de Selektor (în rusă Владимир Захарович Тодрес (Селектор)) (d. 1959) a fost un politician sovietic, care a îndeplinit funcția de prim-secretar al Comitetului Regional Moldova al Partidului Comunist din Ucraina (1937).

## Biografie
În anul 1920 a devenit membru al Partidului Comunist din Rusia (bolșevic).
În perioada aprilie - 30 august 1937 a îndeplinit funcția de prim-secretar al Comitetului Regional Moldova al Partidului Comunist din Ucraina, înlocuindu-l în acest post pe Zinovie Siderski. De asemenea, în intervalul 3 iunie - 30 august 1937 a fost membru al Comitetului Central al Partidului Comunist din Ucraina, fiind înlăturat din această poziție în urma Plenarei din 29-30 august 1937.
A fost arestat în anul 1937.